# Hemithea copiosa
Hemithea copiosa är en fjärilsart som beskrevs av Louis Beethoven Prout 1917. Hemithea copiosa ingår i släktet Hemithea och familjen mätare. Inga underarter finns listade i Catalogue of Life.